# Falculopsis
Falculopsis är ett släkte av fjärilar. Falculopsis ingår i familjen mätare.
Kladogram enligt Catalogue of Life:
| Falculopsis | \| \| Falculopsis grandirena \| \| \| \| \| \| Falculopsis multistriata \| \| \| \| |
|             | \| \| Falculopsis grandirena \| \| \| \| \| \| Falculopsis multistriata \| \| \| \| |
|             | Falculopsis grandirena                                                              |
|             |                                                                                     |
|             | Falculopsis multistriata                                                            |
|             |                                                                                     |